# Термоминерални извори Нишке Бање
Термоминерални извори Нишке Бање су значајни хидрографски објекти и природно добро од националног значаја за Републику Србију, пре свега због физичких и хемијских одлика вода са тих извора. Права балнеолошка вредност Нишке Бање није била позната све до 1909. године, када је физичко-хемијски састав и радиоактивност њених термоминералних вода установио доктор Марко Леко.
Разноврсност хемијског састава и значајна радиоактивност, термоминералних вода Нишке Бање има велику медицинску, балнеолошку и туристичку вредност пре свега због њихове примене у лечењу и рехабилитацији различитих болести, и других стања здравља, по чему су термоминерални извори Нишке Бање познати и ван граница Србије.

## Појам и врсте минералних и термалних вода
Минералне воде, или лековите воде су оне воде које у једном литру садрже више од једног грама растворених минералних материја. Минералне воде у којима количина минералних материја превазилази 50 грама по литру, сврставају се у растворе. Постоје више врста подела минералних вода, али једна од најстаријих коју је предложио Т. Мирковића 1892. године, минералне воде, по групама, деле на: сулфатне, бикарбонатне, гвожђевите и недефинисаног карактера.
У лековите минералне воде убрајају се и оне које садрже мање од 1 грам растворених минералних материја по литру, ако се одликују повећаним садржајем гасова. Такве воде се називају гасним водама. Ако је реч о гасним еманацијама радијума (радон), у савременој балнеологији посебно се цени и издваја доста ретка и недовољна истражена група радиоактивних лековитих вода.
Минералне воде, раствори, гасови и радиоактивне воде, које потичу из већих дубина унутрашњости Земље, често имају повишену температуру, па се такве воде називају термоминералним водама. Према температури минералне воде се деле на хладне или акратопеге и топле или акратотерме.
Хладне минералне воде
У ову групу спадају воде темепратуре до 20 °C, које се због пријатног укуса углавном се употребљавају за пиће. У балнеологији хладне минералне воде се примењују за лечење болести органа за варење и мокраћних канала.
Топле минералне воде (акратотерме)
Акротерме су воде температуре веће од 20 °C, које се користе у балнеотерапији код болести код којих за њихово лечење потребна повишена температура (купање, облоге, орошавање, испирање). Акратотерме се дел у три групе:
- хипотермалне од 20 до 34 °C,
- хомеотермалне од 34 до 38 °C,
- хипертермалне преко 38 °C.

Доказано је да је вода из извора Нишке Бање, због своје топлоте (38,2° до 38,5 °C), разноврсног хемијског састава, који поред алкалија садржи и одређене количине гвожђа, алуминијума, сулфата, нитрата и бората, и знатне радиоактивност, термоминерална вода која припада групи акратотермних, радиоактивних, минералних вода.

## Термалне појаве и извори Нишке Бање
Термоминерални извори Нишке Бање избијају на јужном ободу Нишке котлине под висовима Коритњака (808 m), крајњем западном огранку Суве планине. Они су у раседној зон, ограниченој северним странама кретацејских кречњака Кованлука. Ти су кречњаци испресецани многобројним дијаклазама испуњени белим калцитским жилицама. У самој Нишкој Бањи на нишавској тераси застрвени су дебелим слојем бигра, чија је просечна дебљина наслага око 10 m, али местимично и до 20 m.
У термалном подручју Нишке Бање, око Коритњака, утврђени су раседи (са свих страна осим са оне која се веже за Суву планину). Ту почиње, и сноп заплањских раседа правцем северозапад—југоисток, дуж којих је спуштена Заплањска котлина.
Најиздашнији извори Нишке Бање избијају на „подмлађеним бањским раседима“; терма Сува бања на студенском; Главно врело на укрштању тог и заплањског раседа. Сем ових, у разбијеном изворишту термалне зоне Нишке бање, уочена је појава и других извора; врела Мало грло (око 320 m источно од Суве бање) и повременог, врло слабог термалног извора Авуз (каптираног у у данашњој Школској чесми).
Истраживања су указала да термалне терасе нису постале само таложењем бигра из воде главног врела, већ и из других извора на загату. Нови профили бигрених салива, откривени просецањем приступног пута за нишкобањску пећинску терму 1968. потврђују, да се на релативном загату, истицање термоминералне воде вршило из низа извора вероватно на целом нишкобањском подножју Коритњака.
Од термалнокрашких извора Нишке Бање потиче термални водоток, дужине око 80 m (кроз средишњи део Бање), по коме је Нишка Бања поодавно позната. У 19. веку и касније, хидроенергија овог водотока била је искоришћена за непрекидни рад неколико воденица, а топла вода за гајење пиринча,, потапање конопља, прање поњава и веша, купање сиромашног становништва, а нешто касније и аутомобила моторизованих Нишлија. Око 1930. нишкобањске воденице, на овом потоку, млеле су око 20 вагона брашна. Ове воденице биле су од великог значаја за мештане, нарочито зими, када су све воденице поточаре биле замрзнуте. Тако је термална вода Нишке Бање окретала непрекидно и снажно током целе године тешко воденично камење. Изградњом хотела „Радон“, на овом термалном водотоку који по количини воде спада у највеће на бањским водама Србије, на одсеку бигрене терасе испред самог хотела изграђен је украсни водопад (види слике).

## Порекло термалних вода Нишке Бање
На основу геолошких и хидрогеолошких истраживања,, претпоставља се да је термална вода Нишке Бање вадозна, метеорска вода са слива Суве планине која понире у веће дубине где се загрева, да би поново избила на површину користећи Нишавски расед.
Сабирну област вода Нишке Бање представља појас који се пружа између Студенског и Заплањског раседа правцем северозапад-југоисток на дужини од око 50 km и површина око 150 km2. Највећи део сабирне области чине лијаски пешчари, који су покривени интензивно скрашћеним кречњацима Суве планине и Коритњака.
У дубину, ова вода продире до контакта црвених пешчара и шкриљаца који је испред Нишавског раседа на дубини од око 1.500 m, на којој се вода, уз лагано кретање, може да загреје до преко 50 °C. Сабирна област у јужном делу налази се на 2.000 m изнад овог контакта, те је вода на раседу под довољним хидростатичким притиском да се попне до површине. Приликом пењања, вода се расхлађује услед прилива хладније воде из виших хоризоната пешчара и хладне крашке воде.
Тек почетком 20. века доказано да је топла вода Нишке Бање минерална, јер поред алкалија садржи и минималне количине гвожђа, алуминијума, сулфата, нитрата и бората. Због свега тога уврштена је у акратотерме. Међутим, права балнеолошка вредност Нишке Бање била је непозната до 1909, када је радиоактивност установио др Марко Леко.

## Карактеристике термалних врела Нишке Бање
Вода из извора Нишке Бање истиче као мешавина топле и хладних компонената, од чије размере зависи њена издашност и температура. Лековита минерална вода у Нишкој Бањи користи се из три извора различите температуре и радиоактивности. Најтоплију воду има Главно врело док најхладнију Школска чесма. У погледу степена радиоактивности, највећу радиоактивност показује Школска чесма а најнижу Сува бања.
Поред у наставку текста, наведених извора термоминералне воде, на територији Нишке Бање постоји још неколико лековитих извора, а такође је утврђено и да радиоактивне воде има и у појединим бунарима. Резерве лековите воде термоминералних извора Нишке Бање су велике, како за потребе лечења и проширења здравствено балнеолошке понуде бање, тако и за потенцијалну примену за топлофикацију Нишке Бање и Ниша.

### Главно врело
На коти 248,47 на стени око 2,5 метра испод површине терена налази се Главно врело, и главни бањски објекат са првобитном римском каптажом, изведеном у виду куполастог бунара озиданог у слојевима од опеке и бигра, из које одоздо избија топла вода и пење се под врх куполе. Главно врело спада међу најиздашније хомеотермне српске бањске изворе, са минималним протицајем воде од 35 l/sec и температуром воде од 38,2° до 38,5°С. Садржај минерала у води је незнатан. 
| Катјона     | Грама  | Милимола | Миливала | Миливала у % |
| ----------- | ------ | -------- | -------- | ------------ |
| Натријума   | 0,0098 | 0,4261   | 0,4261   | 8,0775       |
| Калијума    | 0,0005 | 0,0128   | 0,0128   | 0,2423       |
| Калцијума   | 0,0870 | 2,1706   | 4,3412   | 82,1932      |
| Магнезијума | 0,0061 | 0,2508   | 0,5016   | 9,4970       |
| Укупно      |        |          | 5,2817   | 100,0000     |
| Анјона      | Грама  | Милимола | Миливала | Миливала у % |
| Бикарбоната | 0,2681 | 4,4000   | 4,5000   | 83,2546      |
| Хлорида     | 0,0120 | 0,3380   | 0,3380   | 6,2954       |
| Сулфата     | 0,0251 | 0,2614   | 0,5228   | 9,8921       |
| Нитрата     | 0,0015 | 0,0242   | 0,0242   | 0,4579       |
| Укупно      |        |          | 5,2850   | 100,0000     |

Суви остатак је 0,286 g/1 при температури 37,3 °C. Вода са Главног врела припада радиоактивним хомеотермама, чија радиоактивност износи 10,53 до 13,4 Махових јединица. Лековито својство вода ове тереме потиче од радона и бројних микроелемената.
Главно врело снабдева водом: Старо купатило (базен број 3) које потиче из седамнаестог века, Главно купатило (базене број 1 и 2), изграђено 1932, и купалишне објекте новијег датума: „Озрен“, „Зеленгора“, „Радон“ и „Терме“, изграђене у другој половини 20. века.

### Сува бања
Врело Сува бања јавља се на укрштању Нишавског и Студенског раседа, 300 м југоисточно од „Главног врела“ и првобитно се појављивало само повремено, после отапања снега и обилних пролећних киша, као млаки извор, на коти за око 30 м вишој од „Главног врела“ (кота 274). Зато је пећинска терма Сува бања, окарактерисана као пример привидног пресушивања врела у крашким теренима (па отуда и потиче њен назива). Објашњава се бифуркацијом подземног тока који „храни врело“, битним процесом морфолошко-хидролошке еволуције крашких терена. Због таквог хидротермалног механизма раније је ова снажна пећинска терма била псеудопериодски извор, јер је за време ниског стања цео подземни ток отицао каналом и избијао на нижим сталним изворима.
Хидротехнички је 1931. отворањен улаза у пећину и спуштњем нивоа прелива, тј сифонског лакта, за око 70 метара испод коте истицања врела, односно преко 40 метара испод корита реке Нишаве, повремени извор Сува бања постао је стални извор са температуром воде за неколико степени нижом од температуре Главног врела. Радиоактивност воде овог извора је нижег степена, а минерални састав сличан осталим. Године 1931. се приступило изградњи „Хладног купатила“ (базен 5) за лечење болесника са лабилним нервним системом..
После Другог светског рата извор Сува бања поново пресушује, па је по пројекту професора Пећинара (1956) извршено друго спуштање излива Сува бања за 8,5 м, на коту 265,70, чиме су настале промене у крашком хидрауличком систему Главно врело-Сува бања. У новонасталом хидролошком режиму врела Сува бања, минимални дотицај воде у сушном периоду износи 25 литара у секунди и температуром воде око 39 °C, и максималним дотицајем у кишном периоду и након топљења снега од око 500 лит/сек са температуром воде око 11 °C.
Садржај минерала у једном литру воде Суве бање
| Катјона     | Грама  | Милимола | Миливала | Миливала у % |
| ----------- | ------ | -------- | -------- | ------------ |
| Натријума   | 0,0024 | 0,1043   | 0,1043   | 2,1262       |
| Калијума    | 0,0003 | 0,0077   | 0,0077   | 0,1572       |
| Калцијума   | 0,0870 | 2,1706   | 4,3412   | 88,4982      |
| Магнезијума | 0,0055 | 0,2261   | 0,4522   | 9,2184       |
| Укупно      |        |          | 4,9054   | 100,0000     |
| Анјона      | Грама  | Милимола | Миливала | Миливала у % |
| Бикарбоната | 0,2440 | 4,0599   | 4,0599   | 82,4124      |
| Хлорида     | 0,0080 | 0,2253   | 0,2253   | 4,5734       |
| Сулфата     | 0,0300 | 0,3125   | 0,6250   | 12,6874      |
| Нитрата     | 0,0010 | 0,0161   | 0,0161   | 0,3268       |
| Укупно      |        |          | 4,9263   | 100,0000     |

Врело Сува бања даје од 14 до 42 литра воде у секунди, чија температура варира од 12 °C до 39 °C. Воде са овог врела припадају радиоактивним хомеотермама. Радиоактивност се креће између 5,96 и 6,75 Махових јединица. Радиоактивност је највећа при максималној температури воде Суве бање.

### Школска чесма
Према балнеолошкој класификацији, Школска чесма припада хипотермама, са знатним садржајем калцијума, магнезијума, хидрокарбоната, оксида алуминијума, оксида гвожђа и силицијум-диоксида. (Станковић С., 2009.год.)
Врело Школска чесма (код старе бањске школе, одатле и назив), чија је издашност 2,5 литара у секунди, а температура воде од 17°-19 °C. Према балнеолошкој класификацији, Школска чесма припада хипотермама, са знатним садржајем калцијума, магнезијума, хидрокарбоната, оксида алуминијума, оксида гвожђа и силицијум-диоксида. Специфична тежина је 1,0002, реакција благо алкална pH 7,3, а суви остатак на темеператури од 180 °C је 0,3516 грама по литру.
Садржај минерала у једном литру воде Школске чесме
| Катјона     | Грама  | Милимола | Миливала | Миливала у % |
| ----------- | ------ | -------- | -------- | ------------ |
| Натријума   | 0,0160 | 0,6970   | 0,6970   | 8,4522       |
| Калијума    | 0,0025 | 0,0641   | 0,0641   | 0,6681       |
| Калцијума   | 0,1245 | 3,1063   | 6,2126   | 75,4154      |
| Магнезијума | 0,0150 | 0,6414   | 1,2828   | 15,4643      |
| Укупно      |        |          | 8,2365   | 100,0000     |
| Анјона      | Грама  | Милимола | Миливала | Миливала у % |
| Бикарбоната | 0,3790 | 6,2131   | 6,2131   | 75,5218      |
| Хлорида     | 0,0270 | 0,7606   | 0,7606   | 9,2453       |
| Сулфата     | 0,3550 | 0,3645   | 0,7290   | 8,8611       |
| Нитрата     | 0,0325 | 0,5242   | 0,5242   | 6,3718       |
| Укупно      |        |          | 8,2269   | 100,0000     |

Њена радиокативност достиже д 36,38 до 54,70 Махових јединица, због чега се вода са овог извора користи само за пиће. Врело Школска чесма спада међу најрадиоактивније изворе воде у Србији, чија радиоактивност не зависи од метеоролошких прилика.
Због неуједначеног прилива воде са врела Сува бања 1958. извршено је довођење воде овог врела до Главног врела и на том саставу уграђен је привремени раздељивач за мешање ових двеју вода са преливом за сувишне воде. Тиме је омогућено уједначење температуре воде између 39 °C колико износи на Главном врелу и температуре воде Суве бање која се креће између 12° и 37 °C. Преко три одвода раздељивачем је омогућено снабдевање купатила водом са три температуре.
Вишегодишњим упоредним метеоролошкихм и хидролошким осматрања констатовано је да је термална компонента бањске воде стална и по температури и по издашности, а да проме настају услед променљивости хладних крашких компонената, чије количине зависе од атмосферских падавина у сливном (сабирном) подручју Суве планине и Коритника.
Мерења спроведена од 1931. до 1999. године показала су да је максимална температура воде „Главног врела“ износила 41,3 °C, а минимална 19 °C, док су се темпераратура воде врела Сува бања кретале између 39,4 °C и 11 °C.

## Карактеристике термалних вода Нишке Бање
Термалне воде радонских олигоминералних извора Нишке Бање сачињавају три компоненте: топла, хладна стална и хладна повремена (бујично-крашка) компонента. Воде термалних радонских олигоминералних извора, главног врела и Суве бање су истог порекла, што се види по хемијском саставу, количини радијум еманације, по температури и месту избијања.
Од посебног значаја је чињеница да је спектрохемијском анализом 1956. први пут констатовано присуство микроелемената, олигоминрала, рубидијума и цезијума у термалној води Нишке Бање. Присуство олигоминерала у термалној води, поред балнеолошке вредности, има посебан значај за изучавање порекла термалне воде Нишке Бање.
Према категоризацији из 1997. природне олигоминралне воде из Главног извора Нишке Бање припадају категорији калцијум-хидрокарбонатних, радонских олигоминералних, хипертермалних вода.
Бањска вода, према савременим истраживањима у себи садржи - алкалне карбонате са тврдоћом 5,0, и pH 7,4, натријум хлорид 0,90 mg/lit, натријум сулфат, калцијум карбонат, магнезијум карбонат, силицијум диоксид, оксид гвожђа и алуминијума, слободну угљену киселину, литијум 0,022 mg/lit, цезијум 0,01 mg/lit, стронцијум 0,22 mg/lit.
Радиоактивност вода Нишке Бање је од 2,85 до . Термалне воде Главног врела Нишке Бање садржи веома малу концентрацију радијума, који је у овој води могао бити одређен тек после упаравања веће количине воде. Добијена вредност износи око 3,8.10−12 g/lit, и значајно је мања од садржаја радијума у другим водама. Скоро сва радиоактивност воде Главног врела потиче од садржаја радона и креће се око 4. (концентрација радона у овој води мења се у току разних периода режима овог врела). Према томе, може се закључити да у овој води не постоји радиоактивна равнотежа између радијума и радона. Вода има несразмерно више радона него што би према условима равнотеже требало да има. Вода Главног врела се делом растура и после подземног тока кроз радиоактивни терен она избија на више места низводно дуж потока Главног врела. Концентрација радона у води ових извора је знатно већа и на једном од извора код „Школске чесме“ она достиже вредности 40.. Истраживавима је доказано да ове воде потичу од Главног врела а да су се накнадно активирале радоном проласком кроз терен који садржи радијум који након радиоактивне трансформације перманентно прелази у радон.

## Замућивањем термалних врела
На термалним врелима Нишке Бање повремено се јављају „црвена“ и „бела“ замућивања.
Црвена мућења
Ова мућења повезана су са наглим надолажењем воде на врело Сува бања и Главно врело и у начелу немају никакве везе са обичним мућењима која настају код оба врела и дају беличасту воду, сличну колоидној мутноћи. Црвена мућења бујичних вода потичу од спирања црвене земље, којом обилују творевине лијаса изворне челенке Раутовачког потока.
Наиаме на левој падини средњег дела слива Раутовачког потока јављају се творевине лијаса са веома израженом ерозијом. Како су те површине уједно и сетвене површине, то се ерозија земљишта интензивира, а испрани муљ црвене боје спира у корито Раутовачког потока и његовог дела који поноре, и одатле замућење несметано и брзо, разрађеном подземном хидрографском мрежом стиже до термалних врела и мути их.
Део ове мутноће подтиче и од испирања наталоженог црвеног муља у пукотинама кречњака на путу подземних бујичних токова.
Бела мућења
Бела мућења воде јављају се на врелима Сува бања и Главно врело, и уопште немају везе са црвеним мућењем. Ова мућења се дешавају независно од протицаја. Према истраживањима проф, др С. Стевановића, бела мућења потичу од хладних компонената, када ојачају, или од промена атмосферског притиска, када се на врелима дешавају пулзације. Обична „бела“ мућења није могуће спречити, но она и не представљају никакву сметњу у балнеотерапији.